# Erimo
Erimo (えりも町, Erimo-chō) est un bourg du district de Horoizumi, situé dans la sous-préfecture de Hidaka, sur l'île de Hokkaidō, au Japon.

## Géographie

### Situation
Erimo est situé dans l'extrémité sud-est de l'île de Hokkaidō, au bord de l'océan Pacifique. Le cap Erimo, qui se trouve au sud du bourg, lui a donné son nom.

### Municipalités limitrophes
| Samani          | Hiroo           | Hiroo           |
| Samani          | Erimo           | océan Pacifique |
| océan Pacifique | océan Pacifique | océan Pacifique |

### Démographie
Au 31 mars 2015, la population d'Erimo s'élevait à 5 082 habitants répartis sur une superficie de 284,00 km2. En septembre 2024, elle était estimée à 4 075 habitants.

### Climat
| Mois                                             | jan.          | fév.         | mars         | avril        | mai          | juin         | jui.         | août         | sep.         | oct.        | nov.         | déc.        | année      |
| ------------------------------------------------ | ------------- | ------------ | ------------ | ------------ | ------------ | ------------ | ------------ | ------------ | ------------ | ----------- | ------------ | ----------- | ---------- |
| Température minimale moyenne (°C)                | −4            | −4,3         | −1,9         | 1,3          | 5            | 9            | 13,4         | 15,8         | 14,9         | 10,2        | 4,2          | −1,3        | 5,3        |
| Température moyenne (°C)                         | −1,8          | −2,2         | 0,1          | 3,4          | 7,2          | 11,1         | 15,2         | 17,7         | 16,9         | 12,5        | 6,8          | 1           | 7,4        |
| Température maximale moyenne (°C)                | 0,2           | −0,2         | 2,2          | 6,1          | 10,1         | 13,6         | 17,5         | 19,9         | 19           | 14,7        | 9,3          | 3,3         | 9,7        |
| Record de froid (°C) date du record              | −11,5 28/1979 | −12,1 9/2019 | −10,2 4/1986 | −4,8 1/1987  | −0,5 7/1980  | 3,4 1/1989   | 6 3/1989     | 10,5 17/1997 | 7,6 22/2001  | 2,3 27/1996 | −5,1 28/1987 | −11 25/1984 | −12,1 2019 |
| Record de chaleur (°C) date du record            | 10,1 4/1980   | 7 14/2016    | 11,8 28/2018 | 14,4 30/2012 | 19,3 30/2005 | 22,3 25/2009 | 25,9 20/2021 | 26,7 29/2020 | 26,2 16/2012 | 23,3 8/1988 | 18,2 5/1979  | 13,6 4/1989 | 26,7 2020  |
| Ensoleillement (h)                               | 159,5         | 175,9        | 208,1        | 196,9        | 183,6        | 139,3        | 123          | 127,8        | 161,4        | 179,6       | 135,2        | 135,1       | 1 926,2    |
| Précipitations (mm)                              | 24,3          | 16,6         | 35,9         | 67,8         | 99,5         | 85,9         | 128,8        | 129,2        | 137,8        | 117         | 85,6         | 48,7        | 987,1      |
| Nombre de jours avec précipitations              | 5,8           | 5            | 6,7          | 8,4          | 10           | 8,3          | 10,6         | 10,4         | 10,2         | 11          | 12,2         | 9           | 107,5      |
| dont nombre de jours avec précipitations ≥ 10 mm | 0,6           | 0,3          | 1            | 2            | 3            | 2,7          | 3,9          | 4,2          | 4,2          | 3,4         | 2,2          | 1,2         | 28,8       |

| Diagramme climatique                                  |              |             |            |           |           |               |               |             |             |            |             |
| J                                                     | F            | M           | A          | M         | J         | J             | A             | S           | O           | N          | D           |
| 0,2−424,3                                             | −0,2−4,316,6 | 2,2−1,935,9 | 6,11,367,8 | 10,1599,5 | 13,6985,9 | 17,513,4128,8 | 19,915,8129,2 | 1914,9137,8 | 14,710,2117 | 9,34,285,6 | 3,3−1,348,7 |
| Moyennes : • Temp. maxi et mini °C • Précipitation mm |              |             |            |           |           |               |               |             |             |            |             |

## Histoire
Le village de Horoizumi a été créé en 1906. Il a acquis le statut de bourg en 1959. En 1970, la municipalité se renomme Erimo.

## Culture locale et patrimoine

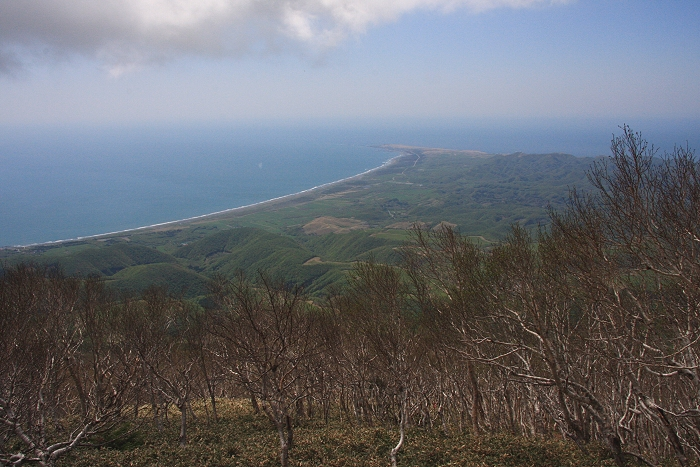
Le cap Erimo.

Le cap Erimo est connu pour être balayés par les vents parmi les plus forts du pays. Un musée dédié au vent, le Kaze no Yakata, y est construit.